# Aiguille de Chambeyron

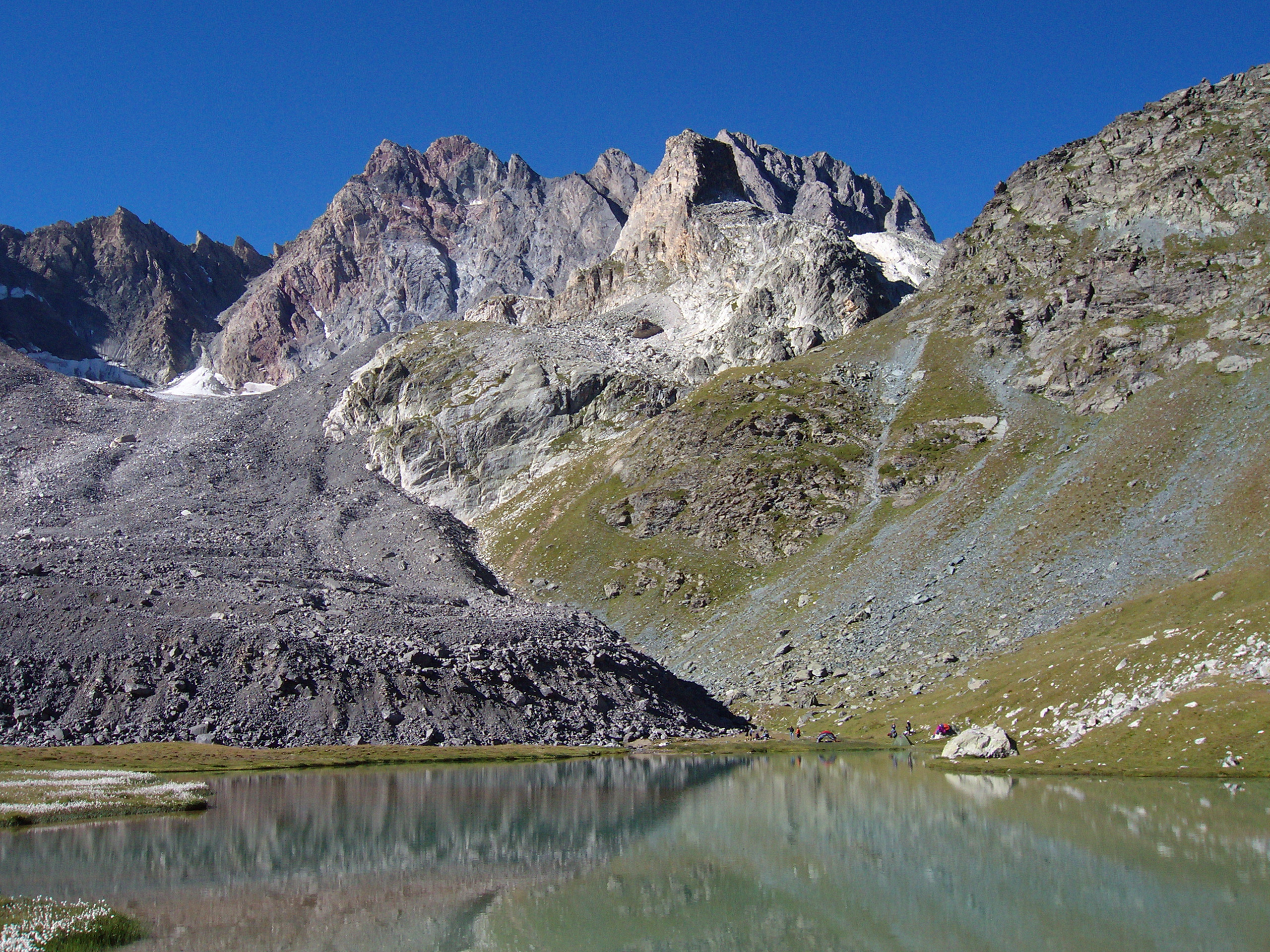
Noordzijde van de berg, met het meer en de gletsjer van Marinet

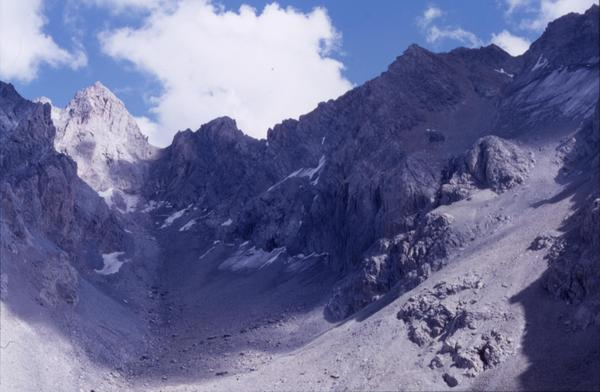
Noordoostzijde van de berg. De bergtop is rechts in de achtergrond zichtbaar; de rotsgletsjer in de voorgrond.

De Aiguille de Chamberyon is een bergtop in de Franse Alpen en vormt met een hoogte van 3412 meter het hoogste punt van het "massief van Chambeyon", van het departement Alpes-de-Haute-Provence en van de Provence.

## Geografie

### Ligging
De berg ligt niet op de hoofdwaterscheiding van de Alpen. Alle zijden van de bergtop wateren af naar de vallei van de Ubaye. Aan de noordzijde van de berg liggen of lagen twee kleinere gletsjers die nu zo goed als verdwenen zijn. 

### Massief van Chambeyron
Het massief van Chambeyron bevindt zich tussen de Agnelpas en de Colle della Maddalena. Andere toppen in dit massief zijn onder meer: Bric de Rubren (3340 m), Cima de Pienasea (3132 m), Monte Ferra (3094 m), Têtes de Moïse (3104 m) en Brec de Chambeyron (3389 m).
Ten westen van het massief van Chambeyron ligt het massief van Parpaillon; ten zuidwesten ligt het massief van de Mont Pelat; ten noordwesten het massif d'Escreins.

### Classificatie
In de Italiaanse SOIUSA-classificatie behoort het Chambeyron-massief tot Alpi del Monviso of zuidelijke Cottische Alpen. De Franse classificatie hanteert een striktere definitie van de Cottische Alpen en ziet het massief van de Chambeyron en dat van de Cottische Alpen als twee aparte massieven. Hierbij ligt het massief van de Cottische Alpen ten noorden van het massief van Chambeyron.